# Liste de stades au Cameroun
Cet article présente une liste des principaux complexes sportifs et stades au Cameroun. Généralement dédiés à un sport et ouverts à des clubs résidents, certains stades peuvent accueillir plusieurs disciplines et évènements extra sportifs. C'est le cas pour les complexes sportifs de Japoma à Douala et d'Olembé à Yaoundé, des stades Roumdé Adjia à Garoua, Omnisports de Bafoussam à Kouékong et à Limbé où sont aussi organisés des rencontres de football, des événements d'athlétisme et autres évènements.
Aucun stade au Cameroun ne possède un toit.

## Can 1972
Pour la coupe d'afrique des nations de 1972, le Cameroun fait construire 2 grands stades de football. Le stade ominisports Ahmadou Ahidjo à Yaoundé; de 40 122 places et le stade de la réunification de Bépanda à Douala, de 39 000 places. Les deux stades ayant une tribune partiellement couverte.

## Can 2021
La commission de la CAN 2021 a fait la liste des grands stades pouvant accueillir des compétitions de football au Cameroun. 6 stades ont été retenus, tous neufs ou rénovés et le stade de la réunification à Douala, bien que rénové, n'a pas été retenu.
Le Cameroun offre ainsi un total de près de 215 000 places assises dans les 6 stades offerts pour la compétition, près de 25 000 places de plus que l'édition précédente en Egypte.
En 2021, le Cameroun inaugure le plus grand stade de football de la CAN,. 

## Plus grands stades au Cameroun
| Stade                           | Ville              | Année d'ouverture (Dernière rénovation connue) | Capacité actuelle (Capacité estimée après travaux) | Sports et résidents principaux                       | Sports et résidents principaux | Sport occasionnel ou autres activités               | Propriétaire     |
| Stade                           | Ville              | Année d'ouverture (Dernière rénovation connue) | Capacité actuelle (Capacité estimée après travaux) | Football                                             | Autre                          | Sport occasionnel ou autres activités               | Propriétaire     |
| ------------------------------- | ------------------ | ---------------------------------------------- | -------------------------------------------------- | ---------------------------------------------------- | ------------------------------ | --------------------------------------------------- | ---------------- |
| Stade d'Olembé                  | Olembé (Yaoundé)   | 2021                                           | 60 000                                             | Lions Indomptables du Cameroun                       |                                | Athlétisme, concerts, spectacles divers             | État camerounais |
| Stade Ahmadou-Ahidjo            | Mfandena (Yaoundé) | 2021                                           | 40 000                                             | Lions Indomptables du Cameroun                       |                                | Athlétisme, concerts, spectacles divers             | État camerounais |
| Complexe mulstisports de Japoma | Japoma (Douala)    | 2021                                           | 50 000                                             | Lions Indomptables du Cameroun                       |                                | Athlétisme, concerts, spectacles divers             | État camerounais |
| Palais Polyvalent des Sports    | Warda (Yaoundé)    | 2008                                           | 5 200                                              | Lions Indomptables du Cameroun de Basket, Volley,... |                                | Basketball, Volleyball, concerts, spectacles divers | État camerounais |

## Galerie

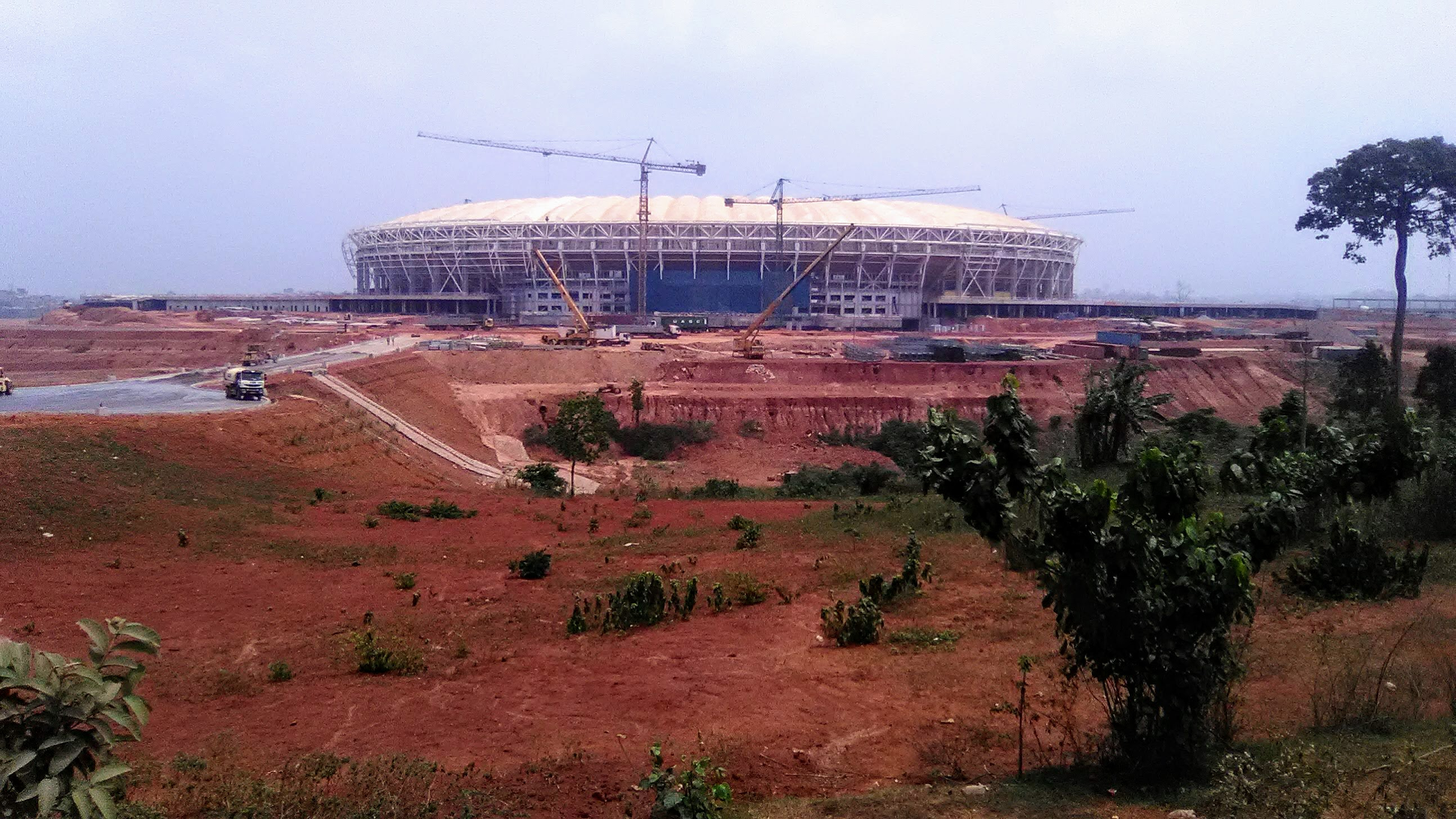
Vue du Stade Olembé en fin 2021
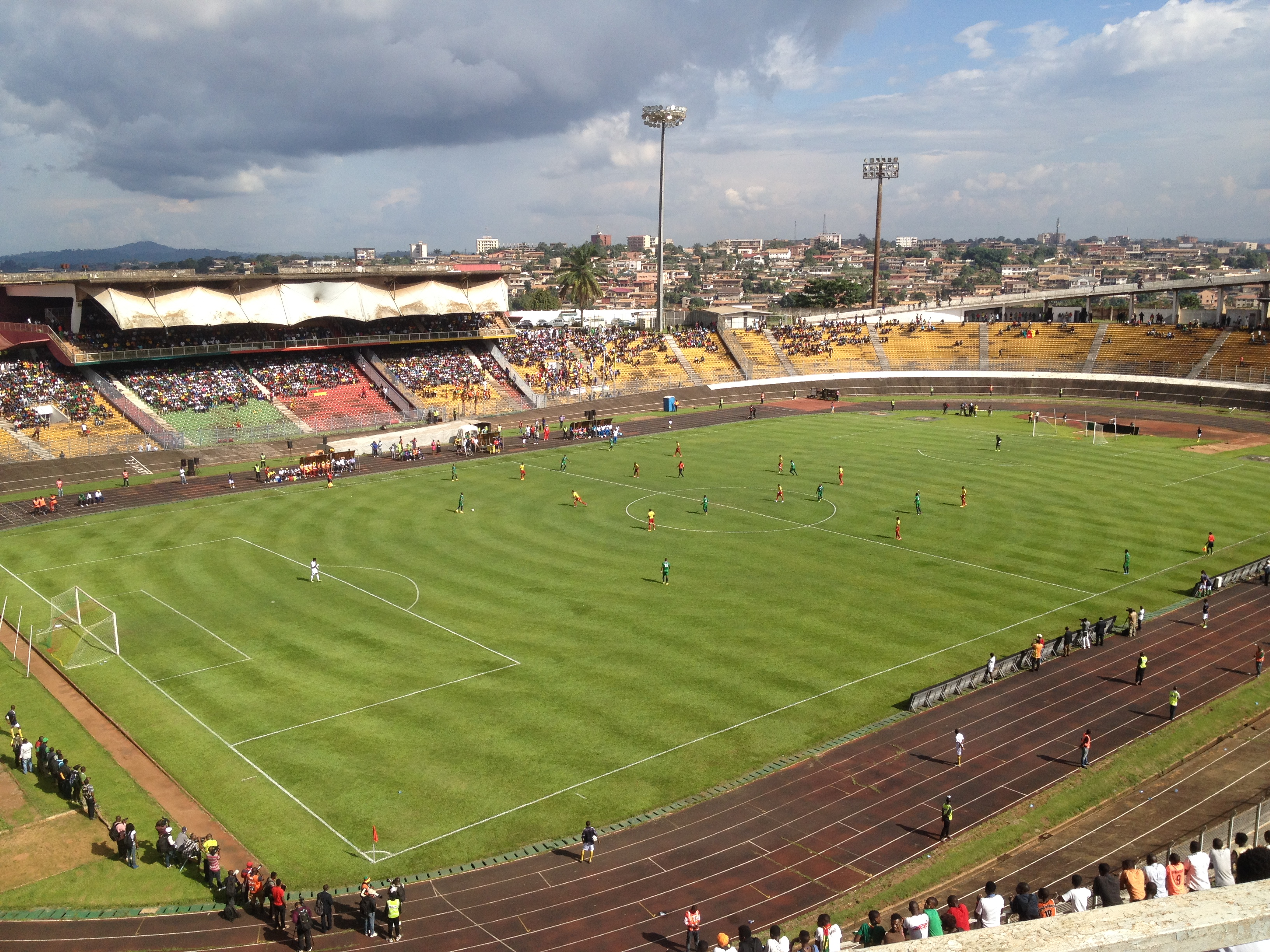
Vue du Stade Ahmadou Ahidjo à Mfandena avant sa rénovation (Yaoundé)
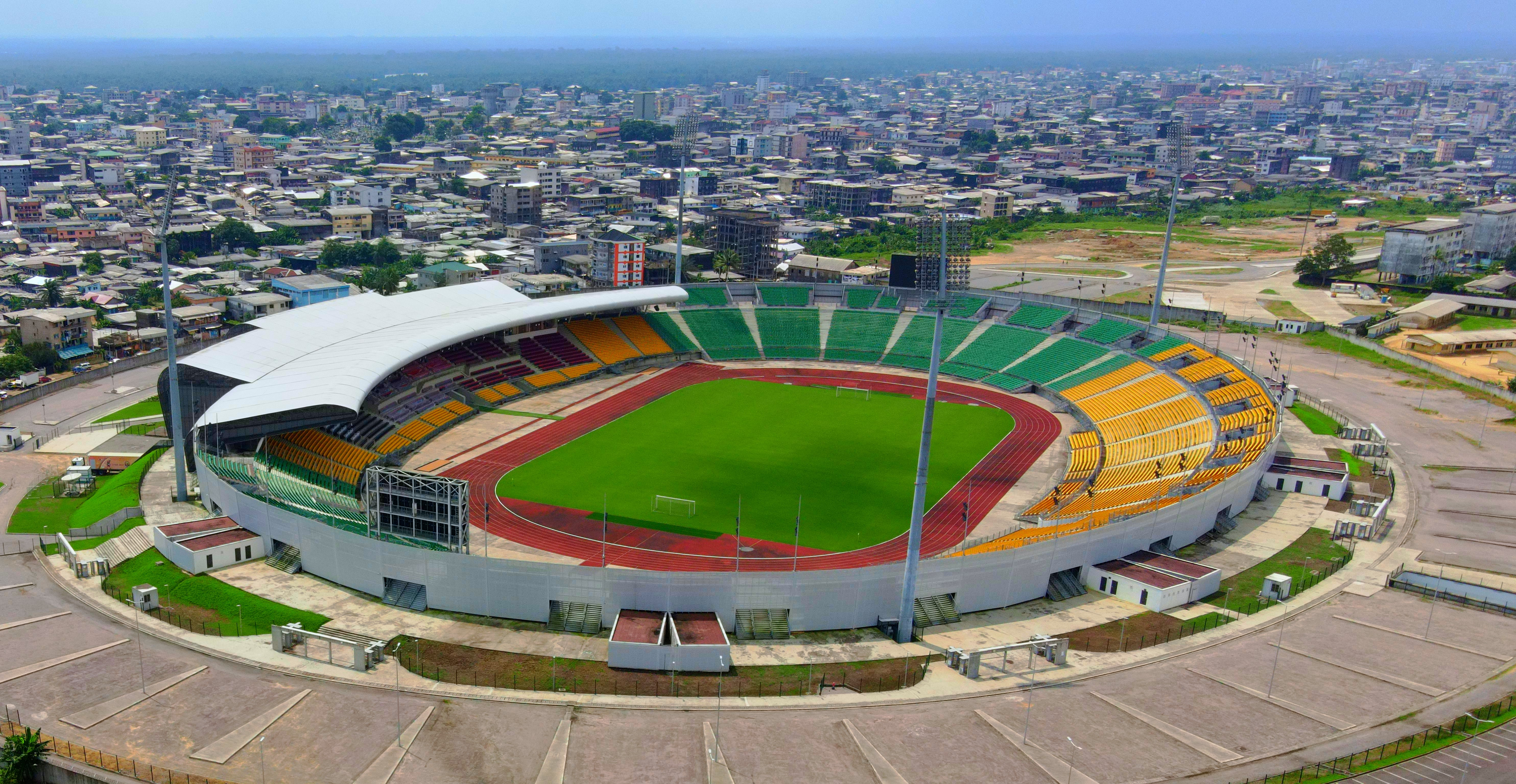
Vue aérienne du Stade de la Réunification à Bépanda (Douala)
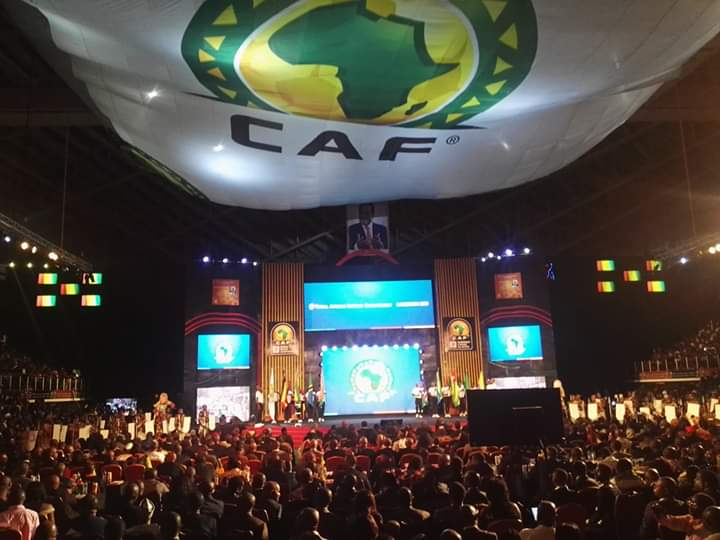
Vue de l'intérieur du Palais polyvalent des sports à Yaoundé
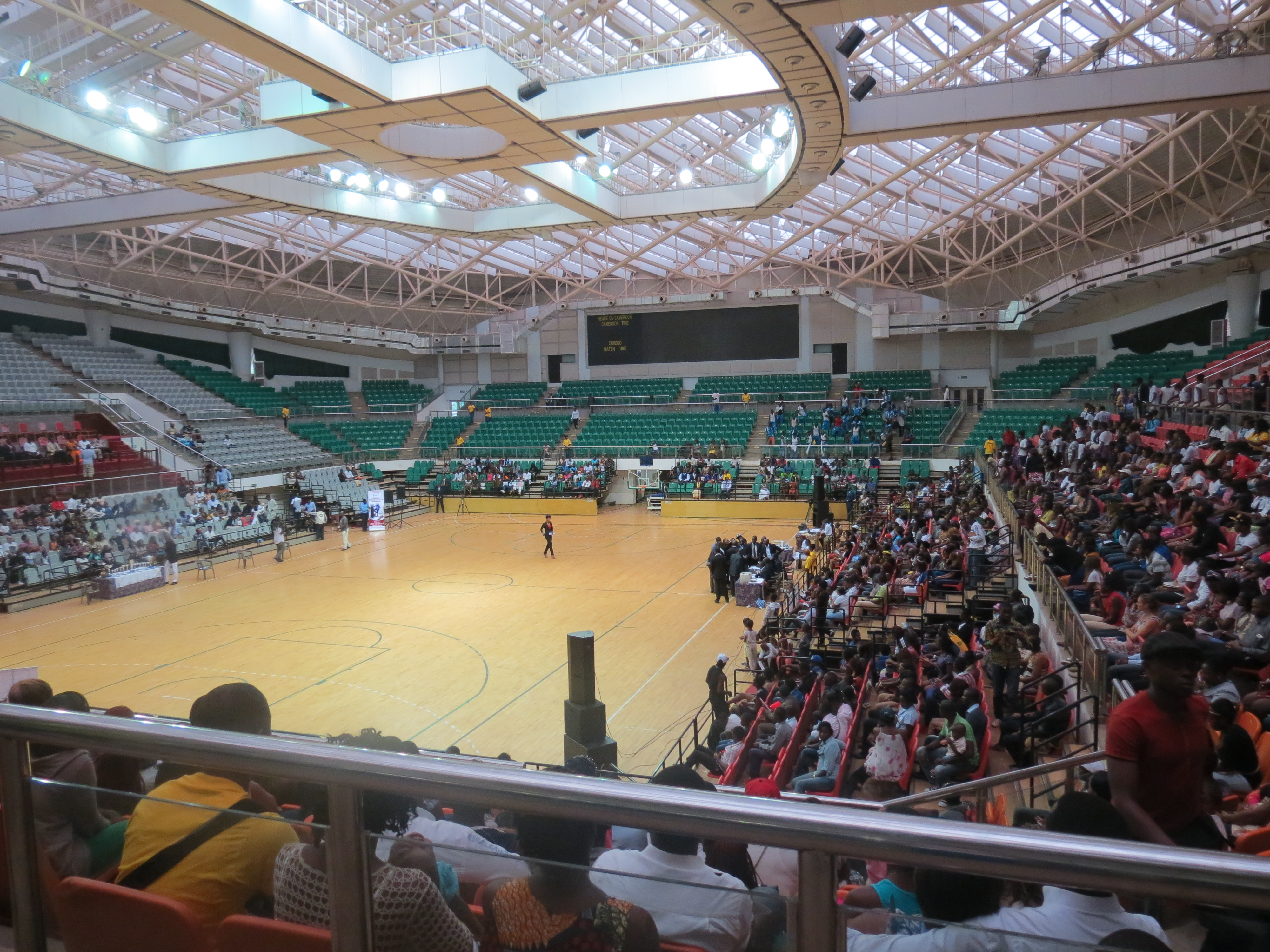
Vue de l'intérieur du Palais polyvalent des sports à Yaoundé
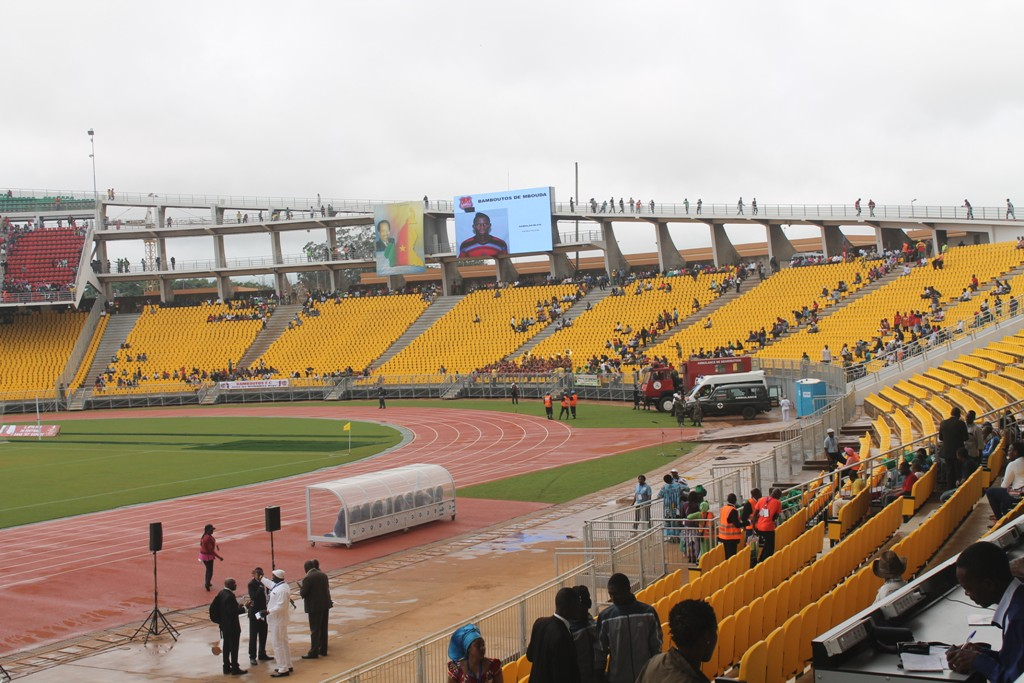
Vue de l'intérieur du Stade Ahmadou Ahidjo à Mfandena après sa rénovation (Yaoundé)

## Projets
Des projets de constructions et des maquettes sont proposés régulièrement. Ils restent cependant souvent non réalisés.
À son élection à la présidence de la Fécafoot, Samuel Eto'o offre de construire des stades dans des arrondissements reculés du Cameroun.